# Schlacht bei Frankfurt
Die Schlacht bei Frankfurt, auch Schlacht an der Nidda genannt, wurde am 5. August 1246 zwischen dem deutschen König und schwäbischen Herzog Konrad IV. und dem von Anhängern des Papstes zum Gegenkönig ernannten thüringischen Landgrafen Heinrich Raspe IV. ausgetragen. Die Schlacht wurde durch den vorab geplanten Verrat der beiden schwäbischen Grafen Ulrich I. von Württemberg und Hartmann I. von Grüningen vorzeitig entschieden. Reichlich päpstliches Geld, die Aussicht auf staufisches Hausgut und die Zusage, die Staufer als Herzöge von Schwaben beerben zu können, hatten die beiden bewogen, unmittelbar zum Schlachtbeginn mit rund 2000 Gefolgsleuten die Seiten zu wechseln. Konrad IV. konnte dennoch entkommen.

## Vorgeschichte

### Friedrich II. und die Päpste
Die Spannungen im Verhältnis der Kaiser des Heiligen Römischen Reiches zu den Päpsten in Rom, die weite Teile des europäischen Mittelalters prägten, erreichten unter dem Staufer Friedrich II. und den Päpsten Gregor IX. bzw. Innozenz IV. einen weiteren Höhepunkt, da Friedrich zugleich König von Sizilien war und damit den Kirchenstaat in der Mitte Italiens einschloss.
Auch um den allzu mächtigen Staufer zu schwächen, bestand Papst Gregor IX. darauf, dass Friedrich sein Gelübde einlöste und nach mehrmaligem Aufschub, der seine Exkommunikation zur Folge hatte, 1228 zum Kreuzzug aufbrach.
Während Friedrichs Abwesenheit von Sizilien besetzten päpstliche Truppen weite Teile seiner italienischen Herrschaftsgebiete. Doch der Papst hatte sich verrechnet. Denn der Kaiser erreichte 1229 in Palästina einen Verhandlungsfrieden, der die Herausgabe Jerusalems und Nazareths, sowie einen zehnjährigen Waffenstillstand einschloss. Der als König von Jerusalem zurückgekehrte Friedrich erschien nun stärker denn je. Der erneut aufbrechende Konflikt mit dem Papst konnte erst im September 1230 durch die Vermittlung Hermann von Salzas, des Großmeisters des Deutschritterordens, entschärft werden. Friedrich wurde wieder in den Schoß der Kirche aufgenommen.
Doch der Friede zwischen Kaiser und Papst war nur von kurzer Dauer. Nach weiteren Kämpfen des Staufers gegen die Lombardische Liga in Norditalien und der Besetzung der formell unter päpstlicher Lehensherrschaft stehenden Insel Sardinien wurde Friedrich II. 1239 erneut mit dem Kirchenbann belegt. Trotz mehrerer Vermittlungsversuche deutscher Fürsten kam es zu keiner erneuten Einigung zwischen Kaiser und Papst.
1241 griffen kaiserliche, venezianische und pisanische Schiffe einen genuesischen Flottenverband bei Montecristo an und errangen in der Seeschlacht von Giglio einen vollständigen Sieg. Damit konnte Friedrich II. verhindern, dass sich die auf den genuesischen Schiffen befindlichen Prälaten aus Frankreich und Spanien an dem vom Papst einberufenen Konzil teilnahmen, auf dem vermutlich seine Absetzung vollzogen werden sollte. Friedrich besetzte daraufhin große Teile des Kirchenstaats. Ehe er Rom erreichte, verstarb Gregor IX. überraschend am 22. August 1241.
Nach dem Tod Gregors zog sich der Kaiser unmittelbar aus dem Kirchenstaat zurück, wohl um einer Aussöhnung mit Gregors Nachfolger nicht im Weg zu stehen. Der alsbald auf Druck des italienischen Stadtadels erhobene Coelestin IV. verstarb jedoch bereits zwei Wochen nach seiner Wahl, und die Kardinäle konnten sich erst 1243 in Anagni auf einen neuen Kandidaten einigen.

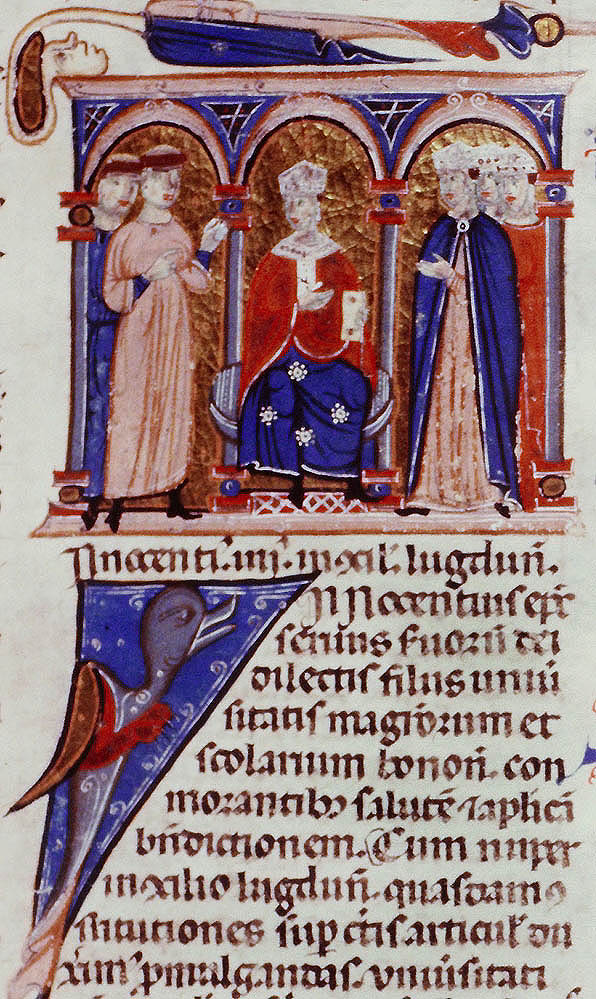
Innozenz IV. auf dem Konzil von Lyon (13. Jahrhundert)

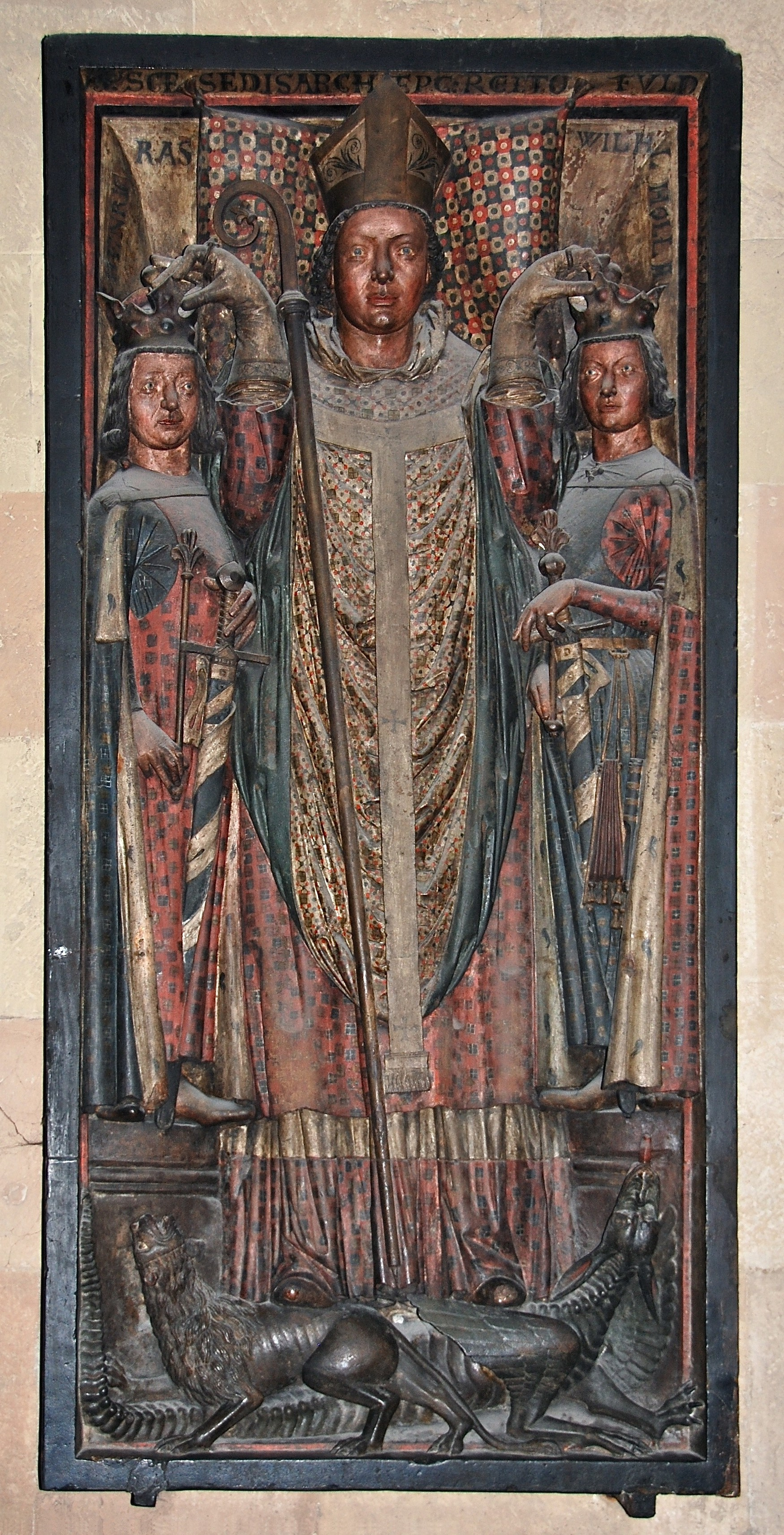
Erst Reichsprokurator des Kaisers, dann Königsmacher des Papstes: Der Mainzer Erzbischof Siegfried III. setzt Heinrich Raspe und Wilhelm von Holland die Krone auf

### Absetzung des Kaisers auf dem Konzil von Lyon
Mit Innozenz IV. wurde nun ein Mann Papst, dessen Haltung sich wenig von der Gregors IX. unterschied und eine Aussöhnung mit Friedrich ausschloss. Die eigene Isolierung in Rom befürchtend, entzog sich Papst Innozenz Ende Juni 1244 dem kaiserlichen Klammergriff und floh über Genua nach Lyon, wohin er die europäischen Prälaten zu einem großen Konzil unter dem Schutz der französischen Krone beorderte. Auf diesem Ersten Konzil von Lyon, das er am 28. Juni 1245 eröffnete, erklärte der Papst kraft seiner „apostolischen Vollgewalt“ die Absetzung Friedrichs II. als Kaiser und König, ohne die Zustimmung des Konzils einzuholen.
Friedrich II. ging nun zum propagandistischen Gegenschlag über und sprach dem Papst die Oberhoheit über das weltliche Kaisertum ab. In Verlautbarungen griff er die Kirche in Rom als prunksüchtig und vom wahren Weg abgekommen an und propagierte die Urkirche als arm und machtlos, wie sie bereits Franz von Assisi gefordert hatte. Innozenz seinerseits ließ die Absetzungsbulle im Reich verbreiten und kaisertreue Kleriker durch Legaten unter Druck setzen. Deutsche Fürsten und Grafen versuchte er, durch Versprechungen auf seine Seite zu ziehen.

### Seitenwechsel Heinrich Raspes
Nach dem Tod seines Bruders im Kreuzfahrerheer Friedrichs II. hatte Heinrich Raspe IV. zunächst die Regentschaft der Landgrafschaft Thüringens für seinen Neffen Hermann II. übernommen. Nach dessen frühem Tod 1241 wurde er zum alleinigen Landgrafen Thüringens und weiter Teile Hessens. Nachdem sich der Mainzer Erzbischof Siegfried III. von Eppstein 1241 von Friedrich II. abgewendet hatte, übertrug der Kaiser dessen Amt als Reichsgubernator für seinen bereits 1237 zum König gewählten, aber noch unmündigen Sohn Konrad IV. auf Heinrich Raspe. Schon im folgenden Jahr zog sich Raspe allerdings von einigen damit verbundenen Pflichten zurück.
Nach dem Konzil von Lyon wechselte er 1245 schließlich ins päpstliche Lager. Gedrängt vom Mainzer Erzbischof Siegfried III. von Eppstein, der ihm zudem 10.000 Mark aus der eigenen Schatulle zusagte, ließ sich Heinrich Raspe nach erstem Zögern im Mai 1246 in Veitshöchheim bei Würzburg hauptsächlich von geistlichen Fürsten zum Gegenkönig wählen. Innozenz IV. forderte nun alle deutschen Fürsten zur Wahl Heinrich Raspes zum deutschen König auf, was allerdings anfangs nur von den Erzbischöfen von Mainz und Köln sowie den Bischöfen von Würzburg, Metz, Straßburg und Speyer und einigen thüringischen Adeligen gestützt wurde.
Währenddessen zogen päpstliche Prediger durch das Reich, sammelten Spenden zum Kampf gegen den „Antichristen“ Friedrich und riefen selbst in Dänemark und Polen zum Kampf gegen den Kaiser und seinen ebenfalls gebannten Sohn auf. Jenen, die Geld oder persönlichen Einsatz beim Kampf gegen Friedrich zur Verfügung stellten, wurden die gleichen Ablässe wie für die Teilnahme an Kreuzzügen ins Heilige Land garantiert. Gestützt von diesem Geld und der Hilfestellung des päpstlichen „Strippenziehers“ Siegfried von Eppstein sah sich Heinrich bald in der Lage, aktiv gegen die Staufer vorzugehen.

## Die Schlacht entpuppt sich als Falle

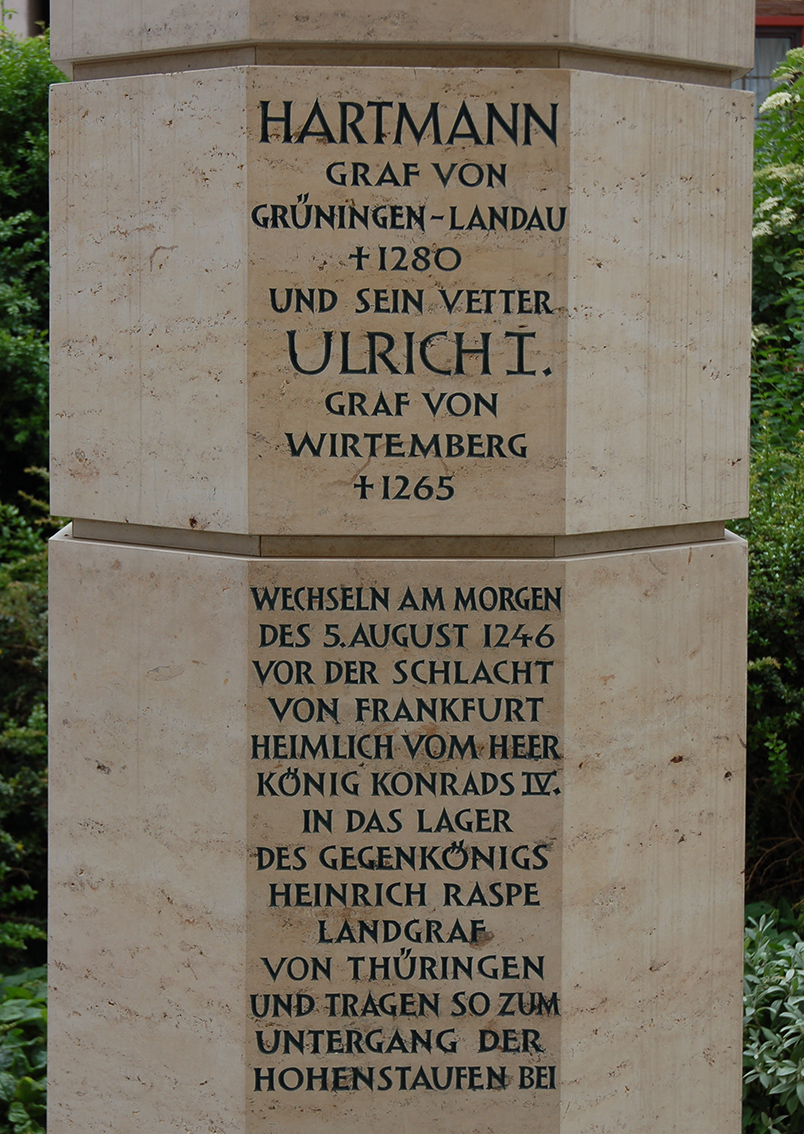
Stauferstele mit Inschrift zur Schlacht bei Frankfurt in Markgröningen

Nachdem die weltlichen Fürsten der Königswahl Heinrich Raspes im Frühjahr 1246 ferngeblieben waren, hatte er sie, unterstützt vom Papst und den meisten Bischöfen, zu einem Hoftag nach Frankfurt gebeten, wo sie seine Wahl bestätigen sollten. Da Konrad IV. seine Absetzung als deutscher König durch den Papst so wenig wie sein Vater die seine akzeptiert hatte, zog er dem „Pfaffenkönig“ wohl über Frankfurt entgegen und fing ihn und seine maßgeblich von den Erzbischöfen von Mainz und Köln getragenen Streitkräfte mit einem Heer aus überwiegend schwäbischen Truppen bei der Nidda ab.
Die Quellen und Historiker sind sich uneinig über die genaue Lage des Schlachtfeldes und die jeweiligen Standorte der Kontrahenten, die vermutlich zu beiden Seiten der Nidda Position bezogen hatten. Mehrere Tage lang sollen sich die Heere der Kontrahenten gegenübergestanden haben, ohne dass eine Seite den ersten Schritt wagte. Am 5. August erzwang der achtzehnjährige Konrad IV. schließlich die Schlacht, über deren genauen Verlauf allerdings wenig berichtet wird und die vermutlich nicht allzu lange dauerte. Denn Konrad geriet durch vorab geplanten Verrat sogleich ins Hintertreffen. Maßgeblichen Anteil an der Niederlage Konrads hatten die einflussreichen schwäbischen Grafen Hartmann II. von Grüningen und Ulrich I. von Württemberg, die Konrad im entscheidenden Augenblick in den Rücken fielen, indem sie mit rund 2000 Gefolgsleuten, das heißt mit dem Gros seines Heeres, zu Heinrich Raspe überliefen. Papst Innozenz IV. hatte sie dafür mit reichlich Geld, „7000 Mark Silber“, ausgestattet und ihnen zum Lohn obendrein die Übernahme staufischen Hausguts in Niederschwaben und die schwäbische Herzogswürde in Aussicht gestellt.
Heinrich Raspe soll dabei Konrads Lager erbeutet und über 600 Gefangene gemacht haben. Das eigentliche Ziel dieses Coups, Konrad aus dem Weg zu räumen oder gefangen zu nehmen, wurde jedoch nicht erreicht, weil Konrad nach Frankfurt entkommen und sich schließlich nach Bayern absetzen konnte.
Heinrich Raspe setzte seinen Weg nach Frankfurt fort, wo er seinen ersten Hoftag begangen haben soll. Ob das stauferfreundliche Frankfurt ihm die Tore öffnete oder er den Hoftag vor der Stadt begehen musste, bleibt ungeklärt. Letzteres erscheint jedoch wahrscheinlicher, da Raspe in seinem Bericht über die Schlacht an Mailand nichts über die Einnahme Frankfurts schrieb und die Reichsstadt weiterhin auf staufischer Seite stand.

## Folgen der Schlacht
Vier Wochen nach der Schlacht heiratete Konrad IV. wie geplant am 1. September 1246 in Vohburg an der Donau Prinzessin Elisabeth von Bayern, Tochter des Herzogs Otto II. des Erlauchten. Durch diese Ehe wurden die Wittelsbacher „zu den mächtigsten deutschen Verbündeten der Staufer während der Endphase ihrer Dynastie“. So verlor Konrad durch die Schlacht bei Frankfurt zwar massiv an Einfluss, konnte sich im Süden, gestützt auf den Bayernherzog und die meisten Reichsstädte, jedoch bald wieder stabilisieren und behielt auch im Herzogtum Schwaben, zumindest in Oberschwaben und im Elsass, die Oberhand. In Niederschwaben bemächtigten sich die Überläufer Ulrich I. von Württemberg und Hartmann II. von Grüningen staufischer Haus- bzw. staufisch dominierter Reichsgüter.
Nach einem weiteren Hoftag in Nürnberg hatte Heinrich Raspe einen Feldzug gegen das staufische Kernland in Schwaben begonnen und versuchte im Januar 1247, die Reichsstädte Ulm und Reutlingen einzunehmen bzw. durch Belagerung in die Knie zu zwingen. Nachdem er bei einem Scharmützel verletzt wurde und sich sein Gesundheitszustand verschlechterte, gab er den Kriegszug überraschend auf und zog sich auf die Wartburg zurück, wo der letzte männliche Nachfahre der Ludowinger am 16. Februar 1247 verstarb.
Darauf saß Konrad IV. wieder fester im Sattel und konnte im fortwährenden Vielfrontenkonflikt mit der anfangs nur langsam wachsenden Anhängerschaft von Raspes Nachfolger, dem im Oktober 1247 ebenfalls vom Mainzer Erzbischof Siegfried III. gekürten Gegenkönig Wilhelm von Holland, einige militärische Erfolge, insbesondere am Rhein verbuchen. Hier blieb die Bischofsstadt Speyer staufertreu, weshalb deren Bischof Heinrich von Leiningen der Zugang zu Amt und Stadt verwehrt war. In Schwaben mühten sich Hartmann II. von Grüningen, Hartmann von Kyburg und andere Grafen vergeblich, Konrad zu bezwingen. Nach einer Niederlage im April 1248 konnte er ihnen allerdings nur knapp entwischen. So lobte Papst Innozenz IV. im Mai 1248 den Reichenauer Abt Konrad von Zimmern, dass er die Grafen dabei unterstützt hatte, und nahm den vormals staufertreuen und deshalb gebannten Kleriker wieder „in die päpstliche Gnade“ auf.
Nach dem Tod seines Vaters am 13. Dezember und einem am 28. Dezember 1250 in Regensburg nur knapp überstandenen Mordanschlag auf Konrad wuchs die Anhängerschaft Wilhelm von Hollands. So ließ Konrad im März 1251 bei Oppenheim die Gelegenheit zu einer Entscheidungsschlacht gegen den persönlich präsenten Wilhelm verstreichen, weil er sich offenbar nicht stark genug dafür aufgestellt sah. Im Oktober 1251 zog er dann nach Süditalien, um sich als Alleinerbe Friedrichs II. die ebenfalls gefährdete Herrschaft über das Königreich Sizilien zu sichern.